# Notiphila puberula
Notiphila puberula är en tvåvingeart som beskrevs av Nina Krivosheina 2001. Notiphila puberula ingår i släktet Notiphila och familjen vattenflugor.
Artens utbredningsområde är Vietnam. Inga underarter finns listade i Catalogue of Life.